# Hinestrosa
Hinestrosa es una localidad española, perteneciente al municipio de Castrojeriz, en la provincia de Burgos, comunidad autónoma de Castilla y León.

## Historia
Aparece ya en el Cartulario de Sahagún, en el año 952. La iglesia de la localidad, de origen gótico, se encuentra dedicada a San Torcuato.

## Demografía
| Gráfica de evolución demográfica de Hinestrosa entre 1842 y 1970 |
| |
| Población de derecho según los censos de población del INE. Población de hecho según los censos de población del INE.Entre el censo de 1981 y el anterior, este municipio desaparece porque se integra en el municipio Castrojeriz. |